# Kleiner Ukleisee
Der Kleine Ukleisee gehört zur Holsteinischen Seenplatte. Er liegt östlich von Plön (Schleswig-Holstein) zwischen den größeren Seen Behler See im Norden und Suhrer See  im Süden. Er ist von Wald  und einer hügeligen Moränenlandschaft umgeben.
Der Kleine Ukleisee hat eine runde Grundform mit einem Durchmesser von ca. 200 m, eine Größe von etwa 2,3 ha, eine maximale Tiefe von ca. 12 Metern und entwässert im Nordosten in den Suhrer See.
Er gehört zum Naturschutzgebiet Suhrer See und Umgebung.